# Dan P. Rădulescu
Dan P. Rădulescu (n. 20 ianuarie 1928, București) este un geolog român, membru titular al Academiei Române.